# Christer Fuglesang
Arne Christer Fuglesang (Aussprache [ˌkɹisːtəɹ ˈfʉːgləsaŋ], * 18. März 1957 in Stockholm) ist ein schwedischer Physiker und ehemaliger Astronaut. Er war der erste Skandinavier und bis zum Flug von Jessica Meir im September 2019 der einzige Schwede im Weltraum.

## Leben
Fuglesang wuchs als Sohn einer Schwedin und eines Norwegers in Stockholm auf. Nach der Grundschule besuchte er das Bromma-Gymnasium und legte 1975 sein Abitur ab. Er studierte dann Technische Physik an der Königlichen Technischen Hochschule KTH (Kungliga Tekniska Högskolan), die ihm 1981 ein Master-Diplom verlieh. An der Universität Stockholm (Stockholms Universitet) spezialisierte er sich auf Teilchenphysik und promovierte 1987 in Experimenteller Teilchenphysik.
Bereits als angehender Doktorand hatte Fuglesang am Forschungszentrum CERN im schweizerischen Genf gearbeitet. Nach seiner Promotion erhielt er 1988 dort eine Festanstellung als Projektleiter. Im ersten Jahr forschte er am K-Meson und wurde dann zum Leiter für Teilchenerkennung. Ab November 1990 arbeitete er am Manne-Siegbahn-Institut in Stockholm.
Christer Fuglesang ist verheiratet und hat drei Kinder. Zu seinen Hobbys zählt er Segeln, Ski fahren, Frisbee spielen und Lesen.

## Astronautentätigkeit
Als die Europäische Weltraumorganisation (ESA) 1989 begann, Bewerber für ihre zweite Astronautengruppe zu suchen, meldete sich Fuglesang zusammen mit weiteren 22.000 Europäern. Jedes ESA-Mitgliedsland war aufgerufen, zwischen drei und fünf Kandidaten vorzuschlagen. Insgesamt kamen am 8. Mai 1991 60 potentielle Bewerber aus allen europäischen ESA-Staaten zusammen, aus denen schließlich am 15. Mai 1992 sechs als neue Mitglieder des europäischen Astronautenkorps der Öffentlichkeit vorgestellt wurden.

### Euromir
Zusammen mit dem Spanier Pedro Duque und der einzigen ausgewählten Frau, der Belgierin Marianne Merchez, reiste Fuglesang im Oktober 1992 nach Russland. Im Juri-Gagarin-Kosmonautentrainingszentrum erhielten sie einen vierwöchigen „Schnupperkurs“, bevor sie am Europäischen Astronautenzentrum (EAC) in Köln ihre Grundausbildung erhielten.
In Vorbereitung auf die in Kooperation geplante europäisch-russische Mission „Euromir 95“ wurden im Mai 1993 Fuglesang und sein deutscher Kollege Thomas Reiter aufgestellt. Einer von beiden sollte zwei Jahre später mit Sojus TM-22 zur Raumstation Mir fliegen und dort Experimente durchführen. Das Intensivtraining fand im „Sternenstädtchen“ statt. Ein halbes Jahr vor dem Start am 17. März 1995 fiel die Wahl auf Reiter – Fuglesang wurde zu seinem Reservekosmonauten ernannt und fungierte während des Fluges als Verbindungssprecher. Fuglesang trainierte bis dahin zusammen mit Kommandant Gennadi Manakow und Bordingenieur Pawel Winogradow, die dann die Reservemannschaft bildeten.
Im Anschluss an „Euromir 95“ blieb Fuglesang in Moskau und erhielt eine halbjährige Schulung am Sojus-Raumschiff, bevor er im August 1996 in die USA reiste, um am Astronautentraining der NASA teilzunehmen. Mit der 16. NASA-Gruppe wurde er anderthalb Jahre lang bis April 1998 am Johnson Space Center (JSC) zum Missionsspezialisten ausgebildet. Bevor er im Astronautenbüro des JSC Ansprechpartner für russische Raumfahrzeuge wurde, absolvierte er von Mai bis Oktober eine Ausbildung zum Rückkehrkommandanten für Sojus-Raumschiffe. Danach wurde er im November 1998 in die Unterstützungsmannschaft für die zweite Stammbesatzung der Internationalen Raumstation (ISS) berufen und betreute u. a. das ATV-Programm der ESA.

### Die Celsius-Mission
Am 27. Februar 2002 wurde Fuglesang als Missionsspezialist für die Mission STS-116/ISS-12A.1 nominiert. Er startete am 10. Dezember 2006 zu seinem ersten Raumflug und flog als Missionsspezialist mit der Shuttle-Mission STS-116 zur ISS und war damit der erste Skandinavier im Weltraum. Die Landung erfolgte am 22. Dezember am Kennedy Space Center in Florida.
Die ESA gab Christer Fuglesangs Raumflug den Namen „Celsius Mission“, nach dem schwedischen Physiker Anders Celsius. Die Mission bestand aus folgenden Punkten:
- die Installation der Gitterstruktur P5

Fuglesang war der erste ESA-Raumfahrer, der direkt beim Ausbau der ISS mitarbeitete.
- Umbau der Stromversorgung und der Wärmeregulierung

Fuglesang schloss bei einem zweiten Außenbordeinsatz die von STS-115 gelieferte P3/4-Struktur an.
- zusätzliche Außenarbeiten

Bei beiden Außenbordarbeiten verlegte Christer Fuglesang die zwei CETA-Transportkarren und wechselte eine defekte Kamera aus.
- Auswechseln der Stammbesatzung

Erstmals befanden sich zwei ESA-Raumfahrer an Bord der ISS. Der Deutsche Thomas Reiter wurde durch die US-Amerikanerin Sunita Williams abgelöst.
- Weiterführen der europäischen Experimente
- Anlieferung von Ausrüstung mit dem Spacehab
- Dritter Ausstieg in den Weltraum wegen Problemen beim Einholen eines Solarpanels

Fuglesang und sein Kollege Robert Curbeam lösten auch dieses unerwartete Problem. Curbeam war viermal außerhalb des Space Shuttles während einer Mission und ist damit NASA-Rekordhalter.

### Die Alissé-Mission
Am 15. Juli 2008 wurde er als Missionsspezialist für die Mission STS-128 nominiert. Bei der ESA lief dieser Flug unter der Bezeichnung Alissé. Der Start der Raumfähre Discovery erfolgte am 29. August 2009. Fuglesang nahm im Rahmen dieser Mission an zwei der drei Weltraumausstiege teil. Die Landung erfolgte am 12. September 2009.
Christer Fuglesang ist außerdem ein passionierter Schachspieler. Vor und während der Alissé-Mission spielte er eine Schachpartie gegen die Leser der schwedischen Zeitung Dagens Nyheter. Der schwedische Schachspieler Richard Wessman schlug im Spiel gegen Christer Fuglesang jeweils drei verschiedene Spielzüge vor. Durch eine Abstimmung auf Dagens Nyheters Internetseite wurde dann einer dieser Züge ausgewählt. Nach 30 Spielzügen gab Christer Fuglesang auf.

## Ehrungen
- KTHs Stora Pris 2007[9]
- Benennung eines Asteroiden des inneren Hauptgürtels nach ihm am 2. April 2007: (11256) Fuglesang